# アリアネ・フリードリヒ
アリアネ・フリードリヒ（Ariane Friedrich、1984年1月10日‐）は、ドイツの陸上競技選手である。走高跳を専門としている。
2009年2月に、2.05mの室内記録をマークした。これは、ブランカ・ブラシッチ（クロアチア）と並ぶ現役世界最高タイ記録となった。6月にベルリンで行われたIAAFゴールデンリーグでは、ブラシッチを下して優勝。記録は2.06mで、ハイケ・ヘンケルが保持していた2.05mのドイツ記録を約18年ぶりに更新する好記録であった。8月の世界選手権では銅メダルを獲得した。
日本のアニメが好きで特に気に入っているのは美少女戦士セーラームーン。自身の髪形もセーラームーンを意識して染めたものだという。
普段は警察官として働いている。警察で働くことは子供の頃からの夢だったという。

## 主な成績
| 年   | 大会                               | 場所                       | 種目   | 結果 | 記録  |
| ---- | ---------------------------------- | -------------------------- | ------ | ---- | ----- |
| 2008 | 世界室内選手権                     | バレンシア(スペイン)       | 走高跳 | 8位  | 1.93m |
| 2008 | オリンピック                       | 北京(中国)                 | 走高跳 | 7位  | 1.96m |
| 2008 | IAAFワールドアスレチックファイナル | シュトゥットガルト(ドイツ) | 走高跳 | 4位  | 1.97m |
| 2009 | 世界選手権                         | ベルリン(ドイツ)           | 走高跳 | 3位  | 2.02m |

## 記録
- 走高跳(屋外)　2.06m (2009年6月14日、世界歴代5位)
- 走高跳(室内)　2.05m (2009年2月15日、世界歴代6位)